# Benoît Duteurtre

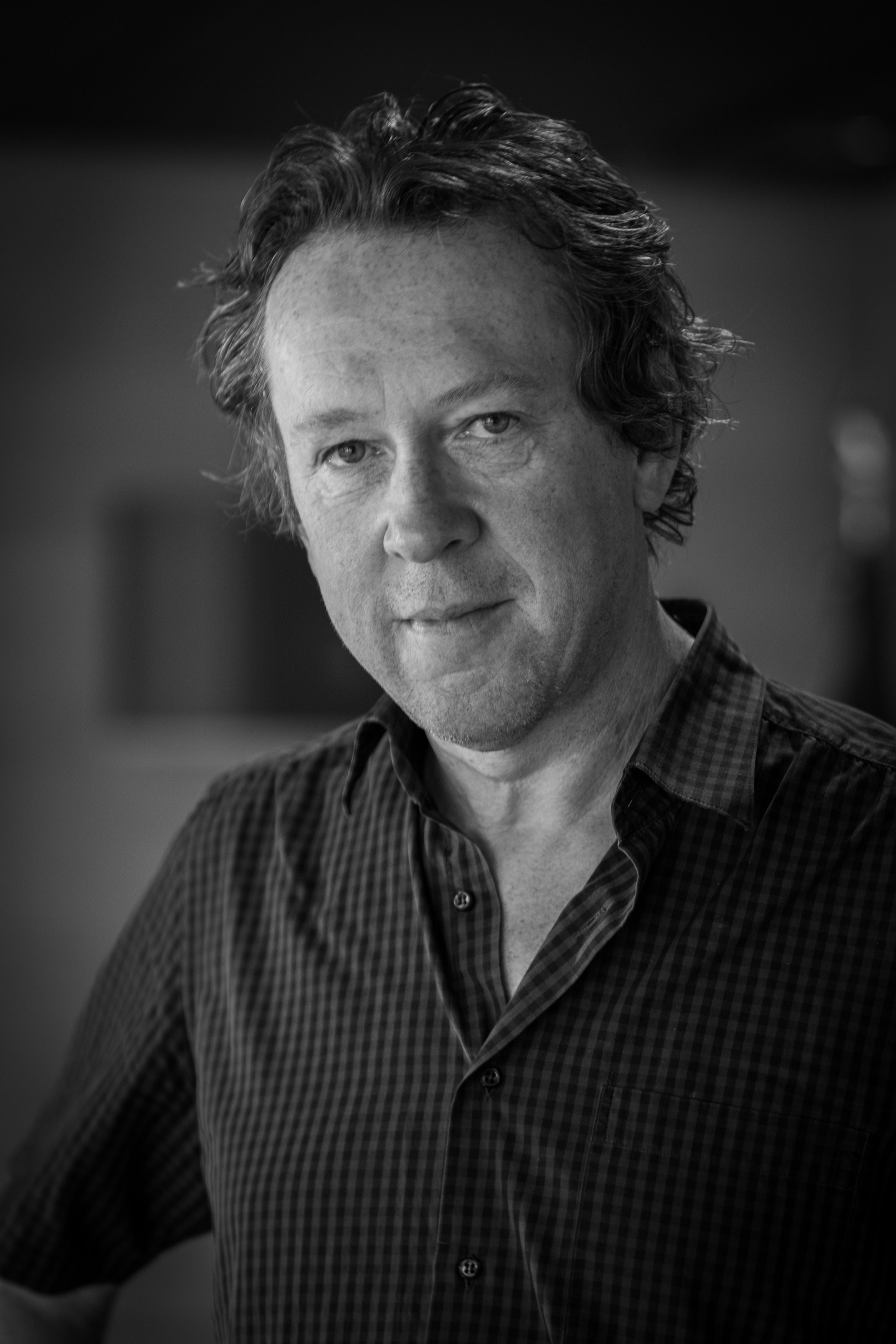
Benoît Duteurtre (2015)

Benoît Duteurtre (* 20. März 1960 in Sainte-Adresse, Département Seine-Maritime; † 16. Juli 2024 in Le Valtin, Département Vosges) war ein französischer Musikkritiker und Schriftsteller.

## Leben
Duteurtre war der Sohn von Jean-Claude Duteurtre und dessen Ehefrau Marie-Claire Georges und Urenkel des Politikers René Coty. Seine Schulzeit absolvierte er an der katholischen Privatschule Collège Saint-Joseph in Le Havre.
1975 bat Duteurtre den Dramatiker Armand Salacrou, einen seiner Texte zu lesen. Dieser war begeistert, ermunterte ihn weiter zu schreiben und versprach, ihn nach Kräften zu unterstützen. Da in der Schule Duteurtres musikalische Begabung erkannt und gefördert wurde, zog er die Musik dem Schreiben bis auf Weiteres vor. 1977 begann er an der Universität Rouen Musik zu studieren. Im selben Jahr traf er Karlheinz Stockhausen und im darauffolgenden Jahr Iannis Xenakis. 1979 nutzte Duteurtre seine Chance, einen Monat bei György Ligeti zu studieren, und in Musik erhielt er auch einen Studienabschluss.
Nach eigenem Bekunden begann Duteurtre Schreiben nun als eine Art Kontrapunkt zur Musik zu sehen. 1982 ließ er Samuel Beckett seinen Text Nuit lesen und dieser setzte sich sofort für eine Veröffentlichung in der Revue Minuit ein. In dieser Zeit ließ sich Duteurtre in Paris nieder und trat als Pianist im Théâtre des Amandiers in Nantes auf.
Als Schriftsteller konnte Duteurtre mit seinem ersten Roman Sommeil perdu 1985 sehr erfolgreich debütieren. In der Folge veröffentlichte er beinahe in jedem Jahr einen Roman und trat auch regelmäßig als Essayist an die Öffentlichkeit. In Literaturzeitschriften wie Nouvelle Revue Française, L’Atelier du roman oder L’Infini veröffentlichte er ebenso wie in Magazinen wie der Revue des Deux Mondes oder Commentaire.
Duteurtre starb am 16. Juli 2024 im Alter von 64 Jahren in Le Valtin im Département Vosges, wo er ein Haus besaß, an einem Herzinfarkt.

## Ehrungen
- 2001 Prix Médicis für seinen Roman Le voyage en France
- 2012 Prix Claude-Farrère für seinen Roman L’Été 76

## Werke (Auswahl)

### Als Autor
Romane
- Sommeil perdu. Grasset, Paris 1985, ISBN 2-246-35121-9.
- Les vaches. Calmann-Lévy, Paris 1987, ISBN 2-7021-1607-8.
- L’amoureux malgré lui. Gallimard, Paris 1989, ISBN 2-07-071654-6.
- Tout doit disparaître. Gallimard, Paris 1992, ISBN 2-07-072626-6.
- Gaieté parisienne. Gallimard, Paris 1996, ISBN 2-07-074406-X.
- Drôle de temps. Gallimard, Paris 1997, ISBN 2-07-074808-1.
- Les malentendus. Gallimard, Paris 1999, ISBN 2-07-075447-2.
- À propos des vaches. La Table Ronde, Paris 2000, ISBN 2-7103-2558-6.
- Le voyage en France. Gallimard, Paris 2001, ISBN 2-07-075896-6.
- Service Clientèle. Gallimard, Paris 2003, ISBN 2-07-030569-4.
- La rebelle. Gallimard, Paris 2004, ISBN 2-07-073500-1.
- La petite fille et la cigarette. Fayard, Paris 2005, ISBN 2-213-62489-5.
- Chemins de fer. Fayard, Paris 2006, ISBN 2-213-62845-9.
- La cité heureuse. Fayard, Paris 2007, ISBN 978-2-213-63420-3.
- Les pieds dans l’eau. Gallimard, Paris 2008, ISBN 978-2-07-077617-7.
- Ballets roses. Les dessous de mal 1958. Grasset, Paris 2009, ISBN 978-2-246-68761-0.
- Le retour du général. Fayard, Paris 2010, ISBN 978-2-213-62997-1.
- L’Été 76. Gallimard, Paris 2011, ISBN 978-2-07-012523-4.
- À nous deux, Paris! Fayard, Paris 2012, ISBN 978-2-213-62998-8.
- L’ordinateur du paradis. Gallimard, Paris 2014, ISBN 978-2-07-013417-5.
- Livre pour adultes. Gallimard, Paris 2016, ISBN 978-2-07-014576-8.
- En marche ! Gallimard, Paris 2018, ISBN 978-2-07-270507-6.

Essays
- Requiem pour une avant-garde. Laffont, Paris 1995, ISBN 2-221-07559-5.
- L’operette en France. Fayard, Paris 2009, ISBN 978-2-213-62578-2. (EA 1997)[3]
- Le Grand Embouteillage. Rocher (Editions du), Paris 2002, ISBN 978-2-268-03613-7.
- Ma belle époque. Bartillat, Paris 2007 ISBN 978-2-84100-400-3.
- Polémiques. Fayard, Paris 2013, ISBN 978-2-213-67714-9.
- La nostalgie des buffets de gare. Payot, Paris 2015, ISBN 978-2-228-91334-8.
- Pourquoi je préfère rester chez moi. Fayard, Paris 2017, ISBN 978-2-213-69904-2

### Als Herausgeber
- 150 ans de musique française. 1798–1939. Actes Sud, Arles 1991, ISBN 2-86869-754-2.
- Paris, capitale de la musique. 1870–1940. Actes du colloque, Paris, le 30. Mai 2002. Rosa Bonheur, Paris 2003, ISBN 2-907519-67-0.
- André Messager. Ouvrage collectif publié À l’occasion du 150e anniversaire de la naissance d’André Messager. Klincksieck, Paris 2003, ISBN 2-252-03451-3.
- Balade en Seine-Maritime. Editions Alexandrines, Paris 2007, ISBN 978-2-912319-37-1.
- „Un siècle d’opéra. De la mort de Verdi à nos jours“. Actes du colloque organisé à Paris le 17 Mai 2001. Fondation Singer-Polignac, Paris 2001, ISBN 2-907519-67-0.